# جانيوبوليس
جانيوبوليس بلدية في ولاية بارانا في المنطقة الجنوبية من البرازيل.